# Gare de Moulis - Listrac
La gare de Moulis - Listrac est une gare ferroviaire française de la ligne de Ravezies à Pointe-de-Grave (dite aussi ligne du Médoc), située au lieu-dit Sibada sur le territoire de la commune de Moulis-en-Médoc et à proximité de Listrac-Médoc, dans le département de la Gironde, en région Nouvelle-Aquitaine.
C'est une halte ferroviaire de la Société nationale des chemins de fer français (SNCF) desservie par les trains du réseau TER Nouvelle-Aquitaine.

## Situation ferroviaire
Établie à 21 mètres d'altitude, la gare de Moulis - Listrac est située au point kilométrique (PK) 31,549 de la ligne de Ravezies à Pointe-de-Grave, entre les gares ouvertes de Margaux et de Pauillac. Elle est séparée de ces deux gares respectivement par les gares aujourd'hui fermées de Soussans et de Saint-Laurent - Saint-Julien.
Elle est équipée d'un unique quai pour l'unique voie qui dispose d'une longueur utile de 218 mètres.

## Histoire
La gare a été mise en service en même temps que la première partie de la ligne du Médoc, en 1868. La voie ferrée n'a atteint le Verdon qu'en 1875.
L'ancien bâtiment voyageurs a été revendu à un particulier, vers 2017[réf. nécessaire].

## Fréquentation
De 2015 à 2023, selon les estimations de la SNCF, la fréquentation annuelle de la gare s'élève aux nombres indiqués dans le tableau ci-dessous.
| Année           | 2015   | 2016   | 2017   | 2018   | 2019   | 2020   | 2021   | 2022   | 2023   |
| --------------- | ------ | ------ | ------ | ------ | ------ | ------ | ------ | ------ | ------ |
| Voyageurs seuls | 17 014 | 14 069 | 17 867 | 21 411 | 28 996 | 17 758 | 25 708 | 35 916 | 45 667 |

## Service des voyageurs

### Accueil
Halte SNCF, c'est un point d'arrêt non géré (PANG) à entrée libre.

### Desserte
Moulis - Listrac est desservie par des trains TER Nouvelle-Aquitaine qui circulent entre Bordeaux-Saint-Jean et Lesparre. Au-delà de Lesparre, une partie des trains continue vers ou est en provenance du Verdon et même de La Pointe-de-Grave en juillet et août.

### Intermodalité
Le stationnement de véhicules est possible à proximité.